# Ходкевич, Анна-Алоиза
А́нна-Алои́за Ходке́вич (1600 — 27 января 1654) — религиозный фанатик, жена гетмана великого литовского Яна Кароля Ходкевича.
Анна-Алоиза была дочерью князя, воеводы волынского (1593—1603) Александра Васильевича Острожского и его жены княжны ярославской — Анны (урождённая Костка). Внучка Константина Константиновича (также Василия-Константина) Острожского и Яна Костки, сандомирского воеводы (по матери).

## Биография
В трёхлетнем возрасте лишилась отца. 28 ноября 1620 года в Ярославе была выдана замуж за 60-летнего гетмана великого литовского Яна Кароля Ходкевича. Менее чем через год Ходкевич тяжело заболел и умер в Хотине. После чего княгиня Анна-Алоиза дала обет оставаться незамужней. 24 мая 1636 года скончалась её мать — Анна Острожская и наследство, в том числе город Ярослав, перешло детям покойной: старшей сестре Катерине (Катажине), Анне—Алоизе, Константину и внуку Александру Михалу Любомирскому (сыну сестры Софьи). Фактическую опеку над городом Ярославом в Галиции осуществляла вдова гетмана.
До конца жизни вела аскетический образ жизни. Была ревностной католичкой. Строго придерживалась законов католической жизни.
Вдохновляемая иезуитами, осуществляла гонение на православие, жестоко расправлялась с острожскими мещанами и сделалась, по выражению летописца, «гонителкой». Передала грекокатоликам православную церковь в Турове. Перезахоронила останки своего отца — князя Александра Васильевича Острожского, умершего в православии, перекрестив их по латинскому обряду .
Умерла в январе 1654 года в одном из своих великопольских имений, спасаясь от казаков Хмельницкого.